# Dammen (Skinnskattebergs socken, Västmanland)
Dammen är en sjö i Skinnskattebergs kommun i Västmanland och ingår i Norrströms huvudavrinningsområde.